# Premiant
Premiant is een hopvariëteit, gebruikt voor het brouwen van bier.
Deze hopvariëteit is een “dubbeldoelhop”, bij het bierbrouwen gebruikt zowel voor zijn aromatische als zijn bittereigenschappen. Deze Tsjechische variëteit is het resultaat van een kruising tussen bitterhopvariëteiten en Tsjechische aromahop.

## Kenmerken
- Alfazuur: 7 – 9%
- Bètazuur: 3 – 6%
- Eigenschappen: middelmatige kruidigheid, licht hoppig, neutrale bitterheid